# Real Time with Bill Maher
Pour les articles homonymes, voir Real Time.
Real Time with Bill Maher est une émission de télévision américaine animée par le chroniqueur politique et humoriste Bill Maher. Elle est diffusée chaque vendredi soir, depuis 2003, sur la chaîne de télévision américaine HBO.

## Format
À l'image de la précédente émission Politically Incorrect dont il a été l'animateur vedette sur ABC et sur Comedy Central de 1993 à 2002, Real Time se présente sous la forme d'un talk show durant lequel un panel d'invités est amené à s'exprimer sur l'actualité politique du moment. À la différence de Politically Incorrect où ce panel était en grande majorité composé d'acteurs et de people, les invités de Real Time sont plus politiques, et souvent plus impliqués dans les sujets d'actualité soulevés durant l'émission. Différence majeure avec sa précédente émission, Real Time est une émission hebdomadaire diffusée en direct, là où Politically Incorrect était enregistrée et diffusée quotidiennement.
Le programme dure une heure et se déroule en public chaque vendredi soir à partir de dix heures du soir (Eastern Time). Il est diffusé du Studio 33 de CBS Television City à Los Angeles. De 2003 à 2009, l'émission n'était diffusée qu'en automne et au printemps, mais elle est aujourd'hui diffusée durant toute la saison.
Le New York Times la qualifie de « Fox News du mouvement anti-guerre », aux accents libéraux (au sens américain du terme), la comparant à l'émission O'Reilly Factor tant son animateur adopte la même virulence à l'encontre du camp républicain qu'O'Reilly envers le camp démocrate.

## Déroulement
L'émission a une durée d'une heure, et est composée d'un entretien, de débats, et de chroniques satiriques. L'émission s'articule précisément autour de trois grandes parties, entre lesquelles s'intercalent des petites séquences animées par Bill Maher.

### Monologue
L'émission ouvre sur un monologue de Bill Maher, qui passe en revue, de manière humoristique, l'actualité de la semaine. Elle se fait face au public, et l'animateur interagit aux applaudissements et rires de l'audience. Cette chronique, d'une durée de quelques minutes, permet d'introduire la première grande partie de l'émission : un entretien, en tête-à-tête, avec un premier invité. La majorité de ces interviews se font sur le plateau, mais il arrive parfois, notamment pour les invités résidant sur la côte Est des États-Unis, que l'entretien se fasse en duplex, par écran interposé. Cet entretien dure une quinzaine de minutes.

### Panel
Lorsque celui-ci s'achève, la caméra se déporte sur une autre partie du plateau. Bill Maher introduit alors ce qu'il appelle le « panel », soit trois invités de sensibilités politiques diverses qui sont chargés de commenter l'actualité et d'intervenir au cours des débats. Ces invités sont des gens impliqués en politique, et peuvent être des personnalités politiques, des chroniqueurs radio ou télévision, des journalistes, ou, lorsqu'il s'agit de personnes du monde artistique, de personnalités reconnues pour leur engagement ou convictions politiques. Cette séquence de débat constitue le cœur de l'émission. Elle dure entre vingt et trente minutes, et elle donne souvent lieu à des débats animés, le panel étant composé à la fois de conservateurs et de libéraux, Bill Maher lui-même étant libéral (l'adjectif « libéral » est à prendre dans son sens nord-américain, soit progressiste, de gauche).
En fin d'émission, Bill Maher introduit un quatrième invité, généralement un artiste, dont l'interview vient clore les débats. Suivent alors deux séquences : la séquence « New Rules », et la conclusion de Bill Maher, sous forme d'un éditorial politique. 
Le générique de fin annonce les invités de la semaine suivante.